# Scriptfest
Scriptfest este un concurs de scriere de scenarii ce are loc în fiecare an în Timișoara. A fost conceput în mai 2009 și prima ediție a fost realizată în colaborare cu Aethernativ Café și trupa de teatru Auăleu. Scopul concursului este de a crea o comunitate realizatoare de scurtmetraje.

## Ediții

### Scriptfest 0.1
A avut loc în data de 30 august 2009 în Aethernativ Café din Timișoara.

Scenariile citite au fost:

Chez Danciu de Cosmin Păun

Incidentul de Alex Iovan

Greenfest 2008 de Ovidiu Zimcea

Adjuvantul de Iasmina Martiniuc

Incidentul scris de Alex Iovan a fost ales ca scenariu câștigător și propus pentru producție.

### Scriptfest 0.2
Va avea loc în Septembrie 2010.